# Martin Hansen
Martin Alfred Hansen (Strøby, 20 agosto 1909 – Copenaghen, 27 giugno 1955) è stato uno scrittore danese.
Maestro elementare, esordì con il romanzo realista Ora ci rinuncia (1935). Durante la seconda guerra mondiale partecipò alla Resistenza e divenne acceso propugnatore, sulla rivista Heretica, di un esistenzialismo cristiano.
Avverso al materialismo, nel 1950 pubblicò Il mentitore, in cui si interrogava sulla possibilità di scelta da parte dell'uomo.